# 루이스-모그리지 명제
루이스-모그리지 명제는 1990년에 공식화되었다(formulated). 이는 더 많은 도로가 건설되면, 더 많은 통행량이 그 도로를 채우게 된다는 관찰을 얻은 것이었다. 새 도로로 얻은 속도는 만일 몇 주 안에 사라지지 않는다면 몇 달 내로 사라진다. 어떤 경우에는 새로운 도로가 교통 정체를 줄이는 데에 도움을 주기도 하지만, 대부분의 경우에 정체는 오직 다른 교차로로 옮겨가기만 했을 뿐이었다.
이 명제는 통행량은 사용가능한 도로 공간을 채울 때까지 팽창한다고 예측한다(Mogridge, 1990). 이는 일반적으로 교통 연구 문헌에서 유도된 수요로 언급되며, 이는 앤서니 다운스에 의해 “정체의 철의 법칙”으로 가정되었다.
루이스-모그리지 명제에 따르면 이는 일반적으로 새로운 도로가 결코 정당화될 수 없다는 결론은 아니며, 도로의 팽창은 전체 교통 시스템을 고려할 필요가 있다는 것을 의미하는 것이다. 이는 상품과 대중의 통행 그 이면의 동기뿐만 아니라 그 통행 자체도 상세하게 이해해야 한다는 것을 의미한다.
루이스-모그리지 명제는 종종 도시 및 자동차전용도로의 정체된 도로와 같이 사유 자동차에 의한 문제로 이해되기도 한다. 이는 또한 런던의 혼잡통행료와 같은 것에 대한 설명 근거로서 활용된다.
하지만 이 명제는 사유 자동차에 한정된 것이 아니다. 모그리지는 또한 혼잡한 도시 지역에서 이뤄지는 모든 도로 투자는 전체 교통 시스템 - 도로와 대중교통 - 의 평균 속도를 감소시키는 효과를 낳을 것이라고 결론지었다. 이러한 관계 및 전체적인 평균은 또한 “다운스-톰슨의 역설”로 알려져 있다. 하지만, 앤서니 다운스에 따르면 대중교통과 사유자동차의 평균 속도 사이의 이러한 관계는 “오직 분리된 통행로상에서 운영되는 고속 대중교통 시스템에 의해 거대한 부분의 러시아워 통근이 이뤄지는 지역에서만 응용될 수 있다. 센트럴 런던은 하나의 예인데, 이는 2001년 이 지역으로 통근하는 약 85%의 아침 러시아워의 통근자들이 대중교통(여기엔 77%의 분리된 통행로상에서 이뤄지는 시스템상의 통행이 포함되어 있다)을 사용하며 그리고 오직 11%만이 사유 자동차를 이용하기 때문이다. 러시아워 통행 시간의 평균이 지하철 시스템과 주된 통근 도로망의 통행 시간 사이에 도달하게 될 때, 통행 시간은 두 가지 통행 방식에서 모든 가정된 통행에서 대략적으로 동등하게 규정될 것이다.

## 같이 보기
- 유도된 수요
- 다운스-톰슨의 역설
- 브라에스의 역설